# Lassie Singers
Die Lassie Singers waren eine Indie-Pop-Band aus Berlin-Kreuzberg, die von 1988 bis 1998 existierte. Musikalisch bewegte sich die Band zwischen der Hamburger Schule und der Neuen Deutschen Welle.

## Geschichte
Gründungsmitglieder waren Christiane Rösinger und Almut Klotz, Heiner Weiß, Kathrin Fitzner (aka Kathrin Witzleben) sowie Funny van Dannen, der der Band allerdings nur kurze Zeit fest angehörte. Als Gitarrist kam Herman Herrmann und später Eff Jott Krüger dazu.
Der Bandname ist eine Anspielung auf die Fernsehserie Lassie.
Zeitweilig arbeiteten die Lassie Singers mit verschiedenen Größen aus dem deutschsprachigen Pop zusammen, etwa Bernd Begemann, King Rocko Schamoni, Die Regierung  und Jochen Distelmeyer (Blumfeld). 1996 wurde das Album Hotel Hotel veröffentlicht, welches von Thomas Meinecke produziert und von Chris von Rautenkranz aufgenommen wurde.
Ihre Texte thematisierten häufig mit bissigem Humor klischierte Geschlechterbeziehungen, z. B. in Die Pärchenlüge, Mein zukünftiger Exfreund oder Liebe wird oft überbewertet. Ihr größter Erfolg gelang ihnen 1994 mit der Single Es ist so schade.
1998 löste sich die Gruppe auf. Almut Klotz und Christiane Rösinger machten das Platten-Label Flittchen Records auf. Rösinger gründete die Band Britta und veröffentlichte ab 2010 Soloalben unter ihrem eigenen Namen. Klotz tat sich mit Sandra Grether zur Band Parole Trixi zusammen, mit Maximilian Hecker zur Band Maxi unter Menschen und mit Christian Dabeler zum Duo Klotz+Dabeler. Außerdem gründete sie den Popchor Berlin.

## Diskografie
Studioalben
- 1991: Die Lassie Singers helfen Dir (Columbia Records (Sony Music Entertainment))
- 1992: Sei À Gogo (Dragnet Records (Sony Music Entertainment))
- 1994: Stadt, Land, Verbrechen (Dragnet Records)
- 1996: Hotel Hotel (Dragnet Records)

Kompilationen
- 1998: Best of Lassie Singers – Time to say Tschüss (Flittchen Records)
- 1998: Rest of Lassie Singers – rare & unreleased, 1988–1998 (Flittchen Records)

Singles
- 1991: Mein Freund hat mit mir Schluß gemacht
- 1991: Falsche Gedanken
- 1994: Schade! (Es ist so schade)
- 1996: Liebe wird oft überbewertet
- 1996: Regen[1]